# Ebenezer Cook
Ebenezer Cook [ɛbɪˈniːzə kʊk] (geboren vermutlich 1667 in London; gestorben um 1732) war ein englischer Dichter. Sein Nachname wird auch häufig Cooke geschrieben; tatsächlich verwendete er selbst beide Schreibungen. Er verbrachte den Großteil seines Lebens in der nordamerikanischen Kolonie Maryland. Seine Gedichte über die Kolonialgesellschaft, insbesondere das satirische Versepos The Sot-Weed Factor („Der Tabakhändler“), zählen zu den frühesten komischen Werken der amerikanischen Literaturgeschichte.

## Leben
Über Cooks Leben ist nur wenig bekannt. Neben den wenigen urkundlichen Erwähnungen lassen seine Gedichte einige Schlüsse auf sein Leben zu, doch muss eine werkgestützte Rekonstruktion seiner Biografie spekulativ bleiben.
Er war der Sohn von Andrew Cook, der in der nordamerikanischen Kolonie Maryland eine Tabakplantage, genannt Cook’s Point, besaß. 1665 heiratete Andrew Cook in London eine gewisse Anne Bowyer, und so wird angenommen, dass Ebenezer Cook kurz darauf geboren wurde. Für die Annahme, dass er in England geboren wurde und dort aufwuchs, spricht, dass der Ich-Erzähler in seinem ersten, mutmaßlich autobiografischen Gedicht The Sot-Weed Factor die Atlantiküberfahrt im Mannesalter unternimmt. Spätestens 1694 lebte er in Maryland; aus diesem Jahr ist seine Unterschrift in einer Petition erhalten, die sich gegen die Verlegung der Hauptstadt der Kolonie von St. Marys City nach Annapolis richtete. Im September 1700 hielt er sich nachweislich wieder in London auf, 1708 erschien dort auch sein erstes Gedicht The Sot-Weed Factor als 21-seitiges Quarto.
Andrew Cook starb am 1. Januar 1712 in London und vererbte seine Tabakplantage an Ebenezer und seine Schwester Anna. Spätestens 1717 befand sich Ebenezer Cook wieder in Amerika, um sein Erbe anzutreten; in diesem Jahr verkaufte er seinen Anteil an Cook’s Point. 1721 ließ er sich im Baltimore County nieder, betätigte sich als Anwalt und stand zwischenzeitlich auch in Diensten der Kolonialverwaltung. 1726 veröffentlichte er eine Euloge auf den am 11. Oktober desselben Jahres verstorbenen Kronanwalt der Kolonie Maryland, Thomas Bordley. In der Signatur dieses Gedichts bezeichnet sich Cook erstmals als Poet Laureate der Kolonie Maryland. Ob ihm dieses Ehrenamt tatsächlich verliehen wurde, ist ungewiss. Es ist wahrscheinlicher, dass Cook sich den Titel in satirischer Absicht selbst aneignete, denn schließlich war zumindest sein Erstling kein Lobgedicht, sondern vielmehr ein Abgesang auf Maryland.
1728 veröffentlichte er in der Maryland Gazette, der im Jahr zuvor von William Parks gegründeten ersten Zeitung der Kolonie, eine weitere Euloge, diesmal auf Nicholas Lowe, den verstorbenen Zahlmeister der Kolonie; 1730 folgte Sotweed Redivivus, eine Fortsetzung seines Erstlingsgedichts. Im Jahr darauf erschien in Annapolis Cooks einziger Gedichtband The Maryland Muse, von dem – wie von allen Erstausgaben von Cooks Werken – nur ein Exemplar erhalten ist. Der Band enthält eine überarbeitete – und um manche besonders dreiste Spitzen entschärfte – Fassung von The Sot-Weed Factor, die Fortsetzung Sotweed Redivivus und das epische Gedicht The History of Nathaniel Bacon’s Rebellion in Virginia, das die Bacon’s Rebellion zum Thema hat, einen blutigen Aufstand gegen den Gouverneur von Virginia. Der Band gibt an, es handele sich um die dritte Auflage des Sot-Weed Factor; die zweite Auflage ist, so sie überhaupt erschien, jedoch in keinem Exemplar erhalten. 1732 schrieb er seine beiden letzten bekannten Werke, Lobgedichte auf Benedict Leonard Calvert, 4. Baron Baltimore und auf den Richter William Lock. Diese Gedichte sind nur als Manuskripte erhalten; es ist ungewiss, ob sie auch gedruckt wurden. Sie sind zugleich die letzten Zeugnisse von Cooks Leben; es wird daher angenommen, dass er kurz darauf starb.

## Werke

### The Sot-Weed Factor

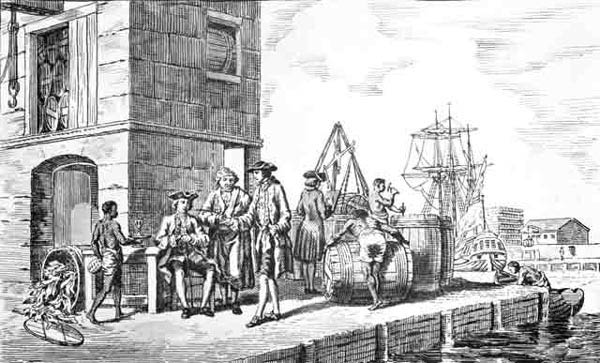
Zeitgenössische Darstellung von Tabakhändlern an der Chesapeake Bay

The Sot-Weed Factor; or, A Voyage to Maryland,—a satire, in which is described the laws, government, courts, and constitutions of the country, and also the buildings, feasts, frolics, entertainments, and drunken humors of the inhabitants in that part of America („Der Tabakhändler, oder Eine Reise nach Maryland; eine Satire, darin die Gesetze, Regierung, Gerichte, und Verfassung des Landes, sowie die Gebäude, Feste, Scherze, Vergnügungen und feuchten Späße der Bewohner dieses Teils von Amerika beschrieben werden“) ist ein Versepos in so genannten „hudibrastischen Versen“. Diese Form der satirischen Dichtung, benannt nach Samuel Butlers Hudibras, verstieß bewusst gegen die Stilgebote der neoklassizistischen Dichtung etwa eines John Dryden. Statt der schicklichen jambischen Fünfheber mit männlichem Endreim (dem sogenannten heroic verse, also „heldischem“ Vers) verfassten Butler und Cook jambische Vierheber, oft mit „weiblichen“, also zwei- oder gar dreisilbigen Reimen. Im Deutschen finden Metrik und komischer Effekt des Hudibrastischen Verses eine Entsprechung in der rheinischen Büttenrede. Weitere Komik bezieht Cooks Gedicht aus dem Gegensatz zwischen dem Beschriebenen – den barbarischen Zuständen in der Neuen Welt – und der gestelzten Diktion des Dichters, der sich auch gerne in absurden Verweisen auf Figuren der Bibel und der griechischen Mythologie ergeht. Zur Derbheit tragen auch die ausgeprägte Misogynie des Erzählers und eine nachgerade infantile Fixierung auf die Vorgänge des Essens, Trinkens, der Verdauung und Ausscheidung bei.
Das Gedicht ist eine doppelbödige Satire: Vordergründig scheint es, als verspotte der Dichter die Kolonie Maryland und ihre Bewohner – und so dürften Cooks englische Leser das Gedicht auch gelesen haben. Tatsächlich sind es aber auch die Engländer und ihre Vorurteile gegenüber den Kolonien, die der Dichter in seinem maßlos übertriebenen Bericht über die Verrohung der Sitten in der Neuen Welt aufs Korn nimmt. Es ist somit eine Parodie auf die so genannte anti-promotion literature im Allgemeinen, wie die zahlreichen Schriften der Zeit genannt werden, die in schrillen Tönen und finsteren Bildern vor den Schrecken warnten, die den englischen Auswanderer in Amerika erwarteten. Im Besonderen persifliert The Sot-Weed Factor Thema und Erzählstruktur von A West Country Man’s Voyage to New England, einer um 1632 datierten und im 17. Jahrhundert sehr populären Ballade über einen, der hoffnungsvoll nach Massachusetts auswanderte, von den barbarischen Zuständen in der Kolonie indes so angewidert war, dass er schnellstens nach England zurückkehrte, nicht ohne die Neue Welt zuvor verflucht zu haben.
Der Ich-Erzähler des Gedichtes wird vom Schicksal nach Maryland verschlagen, um dort Tabak (Sot-Weed, wörtlich „Suffkraut“) einzukaufen. War schon die Überfahrt alles andere als angenehm, so zeigt sich der Einwanderer bereits beim ersten Landgang tief verstört von den sonderbaren Gestalten, die ihm entgegenkommen. Die Tabakfarmer von Maryland erscheinen ihm als eine furchtbare Laune der Natur, Unmenschen, möglicherweise die direkten Nachfahren Kains, der sich nach dem Brudermord in Amerika niedergelassen habe:
Figures so strange, no God design’d,
To be a part of Humane Kind: 
But wanton Nature, void of Rest,
Moulded the brittle Clay in Jest.
(„Gestalten, die kein Gott erdacht, / So sonderbar zu Mensch gemacht: / Mehr Abart, allerletzter Rest / Zum Spaß in bröselnd Lehm gepresst.“)
Auf seiner Reise ins Landesinnere macht der Erzähler Bekanntschaft mit amerikanischen Besonderheiten, wie dem Kanu (das er mit einem schwimmenden Schweinetrog vergleicht), kulinarischen Spezialitäten der Kolonistenküche (die nicht einmal ein Hund fressen würde), der amerikanischen Tierwelt (ohrenbetäubend laute Frösche, Klapperschlangen und Myriaden von Moskitos) und trifft auch auf Indianer (teuflische Wilde, wenn auch hübsch anzusehen).:
Whether his Race was framed by God
Or whether some Malignant pow’r,
Contriv’d them in an evil hour
And from his own Infernal Look;
Their Dusky form and Image took: 
(„Ob diese Rass’ von Gott gebaut, / Ob sie sinistre Macht erfund – / In einer übellaun’gen Stund’ / In seinem eignen Höllenlicht / Formt’ er ihr schwärzliches Gesicht“)
In der Ortschaft Battle-Town wohnt er einer Gerichtsverhandlung bei, bei der die Geschworenen sturzbetrunken und nur der Richter (zur Blamage der anderen Juroren) in der Lage ist, seinen eigenen Namen zu schreiben:
A reverend Judge, who to the shame
Of all the Bench, cou’d write his Name
(„Ein Richter, der der Bank zum Hohn, / konnt’ seinen Namen schreiben schon.“)
Die Sitzung endet in einer Schlägerei, und der Erzähler flüchtet sich in eine Wirtschaft, wo es hoch hergeht, bis alle Gäste in ihrem Suff einschlafen. Er selbst verbringt die Nacht in einer Scheune, doch als er am nächsten Morgen aufwacht, stellt er fest, dass seine Schuhe und auch seine Perücke gestohlen wurden. Nach einer weiteren durchzechten Nacht setzt er schließlich sein eigentliches Vorhaben in die Tat um und kauft bei einem heuchlerischen Quäker einen Stapel Tabak:
While riding near a Sandy Bay,
I met a Quaker, Yea and Nay: 
A Pious conscientious rogue,
As e’er woar Bonnet or a Brogue,
Who neither Swore nor kept his Word.
But cheated in the Fear of God: 
And when his Debts he would not pay,
By Light within he ran away.
(„Als nah der sand’gen Bucht ich ritt, / ein braver Quäker vor mich tritt: / Es findet solchen frommen Wicht / man sonst in Kapp’ und Stiefeln nicht, / der niemals schwor, noch je hielt Wort. / Doch gottesfürchig jeden foppte: / und wollt’ die Schuld er tilgen nicht, / lief er hinfort mit innig’ Licht.“)
Erst nachdem der Handel über die Bühne gegangen ist, merkt der Erzähler, dass er über den Tisch gezogen wurde. Er nimmt sich einen Anwalt, um den Quäker zu verklagen. Doch der Anwalt ist nicht nur Winkeladvokat, sondern zugleich Quacksalber:
Unto an ambodexter Quack,
Who learnedly had got the knack
Of giving Glisters, making Pills,
Of filling bonds, and forging Wills;
And with a stock of Impudence,
Supply’d his want of Wit and Sense;
Dieser zwielichtige Advokat lässt sich vom Beschuldigten bestechen, und so wird der Erzähler letztlich nicht mit Tabak, sondern mit Tand abgefunden und beschließt entnervt, Maryland zu verlassen. Das Gedicht endet mit dem Fluch, die Kolonisten mögen von Kannibalen heimgesucht werden, verwildern, verhungern oder von Gottes Zorn gestraft werden:
May Canniballs transported o’er the Sea
Prey on there Slaves, as they have done on me;
May never Merchant’s trading Sails explore
This Cruel, this inhospitable Shoar;
But left abandon’d by the World to starve,
May they sustain the Fate they well deserve;
May they turn Savage, or as Indians Wild,
From Trade, Converse and Happiness exil’d;
Recreant to Heaven, may they adore the Sun,
And into Pagan Superstitions run
For Vengence ripe --
May Wrath Divine then lay those Regions wast
Where no Man’s Faithful, nor a Woman Chast.
(„Soll Gottes Zorn doch dieses Land verheer’n, / wo Männer Treu’ und Weiber Zucht entbehr’n.“)

### Sotweed Redivivus

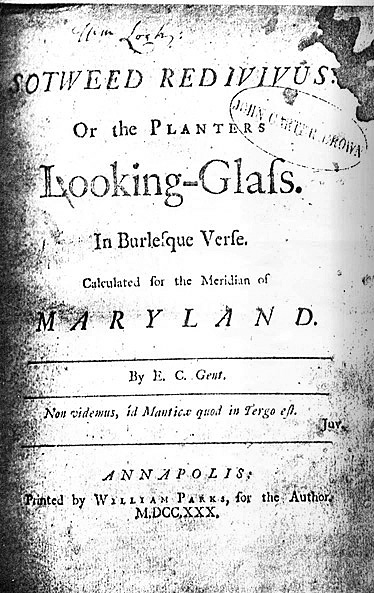
Erstdruck von Sotweed Redivivus (1730)

Die Fortsetzung Sotweed Redivivus: Or The Planters Looking Glass erschien 23 Jahre nach The Sot-Weed Factor als einer der ersten in Maryland gedruckten belletristischen Texte – erst 1726 hatte William Parks die erste Druckerpresse der Kolonie in Betrieb genommen. Im Gegensatz zum Sot-Weed Factor richtet es sich auch nicht an ein englisches, sondern an das amerikanische Lesepublikum. So bleiben satirische Spitzen diesmal rar; Annapolis, die neue Hauptstadt der Kolonie, bezeichnet der Dichter geradeheraus als Beau Metropolis und statt Maryland zu verfluchen, trinkt er auf das Wohl der Kolonie. Der Erzähler bezeichnet sich nun als „alten Dichter“, und im Vergleich zu seinem Erstlingswerk ist der Ton des Gedichts wesentlich getragener, auch wenn es ebenfalls in hudibrastischen Versen verfasst ist. Auch dient die Vielzahl von Anspielungen und Verweisen auf antike Mythologie und Literatur – vor allem Äsop und Horaz – im Sotweed Redivivus weniger satirischen Zwecken, als dass sie neoklassizistischen Konventionen Rechnung trägt.
Sotweed Redivivus hat die Wirtschaftskrise zum Thema, unter der in den 1720er Jahren die südlichen englischen Kolonien in Amerika litten. Das Gedicht ist anders als der Vorgänger nicht episodisch-handlungsgetrieben; der Dichter bespricht – über weite Strecken in eingestreuten Dialogen – die Ursachen der Krise und erörtert mögliche Gegenmaßnahmen: Da Überproduktion und die einseitige Abhängigkeit der Kolonie vom Tabakanbau die Krise ausgelöst haben, sollte die Landwirtschaft diversifiziert und auch Reis, Hanf und Baumwolle angebaut werden. Um der Deflation Herr zu werden, sollte zudem ein einheitliches Papiergeld eingeführt werden, und statt auf englischen sollte Waren aus der Kolonie auf amerikanischen Schiffen verschifft werden. Teils wegen seiner sehr spezifischen Thematik ist Sotweed Redivivus für den heutigen Leser weniger von Interesse als für Wirtschaftshistoriker. Auch reicht die komische Qualität kaum an die des Erstlings heran.

### The History of Colonel Nathaniel Bacon’s Rebellion in Virginia
Cooks drittes und längstes hudibrastisches Epos erschien 1731 in seinem Gedichtband The Maryland Muse. Es behandelt ebenfalls eine amerikanische Thematik, namentlich den Aufstand des Kolonisten und Tabakpflanzers Nathaniel Bacon gegen Sir William Berkeley, den Gouverneur der Kolonie Virginia im Jahr 1676. Wie Cook im Untertitel des Gedichts angibt, stützte er sich dabei auf die Angaben in einem Old MS [Manuscript], bei dem es sich wohl um John Cottons zeitgenössischen Bericht gehandelt hat. Cook schildert den Verlauf des Konflikts in wahrhaft epischer Breite, von den Ursachen und den ersten Kämpfen über Bacons Tod bis hin zur grausamen Niederschlagung der Aufständischen durch die königlichen Truppen. Häufig zieht er Parallelen zum Englischen Bürgerkrieg und vergleicht Bacon oftmals mit Oliver Cromwell; doch ist es schwer zu sagen, auf wessen Seite seine Sympathien liegen, da er beide Kriegsparteien gleichermaßen mal mit Sympathie, mal mit Mitleid, meist aber mit Verachtung beschreibt. Waren Cooks Zeitgenossen die Ereignisse noch vertraut, so erschwert die Detailfülle, insbesondere auch die Vielzahl der Charaktere, dem heutigen Leser das Verständnis des Werkes. Auch der literarische Wert des Gedichts erschien späteren Kritikern eher zweifelhaft; so eigne sich der saloppe hudibrastische Vers zwar für humorige Werke wie The Sot-Weed Factor, sei aber bei einer so ernsten Thematik wie den Kriegsgräueln der Bacon Rebellion unangemessen.

## Bedeutung
Während er für die englische Literaturgeschichte eine zu vernachlässigende Bedeutung hat, wird Cook – jedoch stets ausschließlich mit seinem Erstlingswerk – in der Amerikanistik häufiger anthologisiert und in Literaturgeschichten besprochen. Die gängigen Darstellungen der Kolonialliteratur setzen den Schwerpunkt auf die gottesfürchtigen Schriften der Puritaner Neuenglands als Keim der amerikanischen Literatur. Cook wird neben George Alsop (A Character of the Province of Maryland, 1666) und William Byrd (The History of the Dividing Line, 1728) dagegen häufig als früher Vertreter einer anderen, profanen Entwicklungslinie angeführt, nämlich als Vorläufer eines spezifisch amerikanischen Humors, des frontier humor, der sich unter den harten Bedingungen an der Siedlungsgrenze, der frontier entwickelte. Der Hang zu maßlosen Übertreibungen und „Räuberpistolen“ prägt vor allem die Literatur der amerikanischen Südstaaten, etwa eines Mark Twain oder auch manche Romane William Faulkners. So haben manche Kommentatoren die Behauptung gewagt, dass sich an The Sot-Weed Factor exemplarisch der Prozess der „Amerikanisierung“ der englischen Siedler in der Neuen Welt – und mithin der amerikanischen Literatur – aufzeigen lasse.
Zu unerwarteter Prominenz kam Cook, als John Barth ihn zum Protagonisten seines 1960 veröffentlichten Romans The Sot-Weed Factor (deutsch: Der Tabakhändler) machte, der heute als einer der Klassiker des postmodernen Romans gilt und in dem Cooks Erstlingsgedicht auf gut 800 Seiten als deftige Farce nacherzählt wird.